# Хилсберг, Александр
Александр Хилсберг (англ. Alexander Hilsberg, настоящая фамилия Гиллерсберг; 24 апреля 1897, Варшава — 10 августа 1961, Камден, штат Мэн) — американский скрипач и дирижёр польского происхождения.

## Биография
В 1911—1912 гг. учился в Санкт-Петербургской консерватории у Леопольда Ауэра, затем преподавал в Томске. После Октябрьской революции в России оказался в Харбине, где был концертмейстером русского оркестра и первой скрипкой Квинтета имени Скидельского. В составе квинтета гастролировал по странам тихоокеанского региона, в декабре 1923 г. обосновался в США (гражданин США с 1929 года). С 1926 г. играл в Филадельфийском оркестре, в 1935—1951 гг. концертмейстер. В 1940-е гг. начал выступать как дирижёр, преимущественно с летними концертами Филадельфийского оркестра, а также во главе полулюбительского Редингского оркестра и студенческого оркестра Кёртисовского института; с 1946 г. в ряде случаев заменял за пультом Филадельфийского оркестра Юджина Орманди, записал как дирижёр Концерт для скрипки с оркестром № 2 Генрика Венявского (1950, солист Миша Эльман). С 1952 г. и до весны 1961 г. главный дирижёр Новоорлеанского симфонического оркестра.
Брат Хилсберга Игнатий (Игнац Хилсберг, англ. Ignace Hilsberg, 1894—1973) был пианистом, также участвовал в Квинтете имени Скидельского, а затем выступал и преподавал в США.